# Troubky
Troubky är en ort i Tjeckien.   Den ligger i regionen Olomouc, i den östra delen av landet, 220 km öster om huvudstaden Prag. Troubky ligger 199 meter över havet och antalet invånare är 1 993.
Terrängen runt Troubky är platt. Runt Troubky är det ganska tätbefolkat, med 230 invånare per kvadratkilometer. Närmaste större samhälle är Přerov, 7,8 km öster om Troubky. Trakten runt Troubky består till största delen av jordbruksmark.